# Ion Miclea
Ion Miclea (n. 1931 – d. 2000) a fost un fotograf român, care a fost o perioadă de timp fotograful personal a liderului comunist român Nicolae Ceaușescu.

## Biografie
Și-a început cariera la ziarul Făclia din Cluj, în 1954, iar în 1962 s-a mutat la București la redacția Contemporanul, unde a lucrat până în 1990.
O dată cu vizita lui Richard Nixon în România, prima vizită a unui președinte american. Atunci, "nici un fotograf de la Agerpres nu a fost admis în proximitatea lui Nixon. Ion Miclea era prieten cu ambasadorul SUA, care fusese înainte atașat cultural aici. El și-a luat răspunderea pentru Ion Miclea care lucra atunci  la Contemporanul. Au ieșit fotografii superbe care au făcut înconjurul lumii. După o vreme, când Nicolae Ceaușescu a fost nemulțumit de niște fotografii făcute de un alt fotograf l-a întrebat pe șeful de la Agerpres: «Dacă ăla a fost bun pentru americani, de ce nu e bun și pentru noi?!». I s-a răspuns că nu e nici membru de partid, nici angajat la Agerpres. «Păi, să-l facem!», a zis. Și l-au făcut", povestește soția sa, actrița Lucia Mureșan. Ion Miclea l-a însoțit apoi pe Ceaușescu în vizitele din 1971 până în anul 1980.
La 21 mai 1967, Tudor Arghezi și-a sărbătorit ultima aniversare. Pentru cei 87 de ani, Ion Miclea i-a dăruit un album în 87 de imagini, care se regăsesc astăzi la Muzeul de la Mărțișor. Arghezi  l-a botezat, în semn de apreciere, "omul cu obiectivul fotografic".
Marin Sorescu spunea în 1969 despre albumul "România Antiqua": "A culege pietrele, a le așeza cu mâna ca pe niște ființe vii, a le pune apoi să zâmbească  și ele să plângă pentru că nu sunt decât niște ruine  este o mare artă, care depășește simpla fotografie. Pietrele respiră prin pori. Miclea a fotografiat aburul acestei respirații care urcă spre noi ca aburul amintirilor".
Eugen Barbu scria în 1971 în România Liberă: "Vrăjitorul modern nu mai scoate dintr-un sac minunile sale. El are un aparat de fotografiat cu care ne restituie realități pe lângă care trecem nepăsători. Cu ajutorul ochiului său ciclopic, iată, revedem incinta sacră a Sarmisegetuzei așa cum a rămas ea peste timp. Miclea face să reînvie o istorie care ne este de un milion de ori scumpă. Mă gândesc cu pietate la munca lui".
Ioan Grigorescu spunea despre "România Pământuri Eterne", "Iașii Marilor Iubiri" sau "Bucovina": "strecurându-se în învălmășeala oamenilor, întotdeauna calm, discret, pe nesimțite, singurul zgomot pe care îl făcea trecerea lui ușoară, ca de felină, era declicul aparatului fotografic. Mereu cu un zâmbet pe buze și cu acea încrețire a ochilor, după fiecare clipă când știa că reușise să condenseze timpul și să-l închidă, stăvilit pentru o secundă, în aparatul lui de vrăjitor."

## Premii și distincții
- Medalia Meritul Cultural clasa I (25 decembrie 1967) „pentru merite deosebite în opera de construire a socialismului, cu prilejul celei de-a XX-a aniversări a proclamării Republicii”[2]
- 1969 - medalia "Homayon" din partea Șahului Iranului[necesită citare]
- 1970 - regele Marocului, Hassan al II-lea îl investește cu titlul de Cavaler al Ordinului Alaouite[necesită citare]
- Ordinul Muncii cl. a II-a (20 aprilie 1971) „pentru merite deosebite în opera de construire a socialismului, cu prilejul aniversării a 50 de ani de la constituirea Partidului Comunist Român”[3]
- 1976 - regina Juliana a Olandei îi înmânează medalia de aur a Ordinului Orania Nassau[necesită citare]
- 1976 - primește Crucea de Merit din partea președintelui Heinemann al Germaniei[necesită citare]
- 1974 - președintele Italiei, Giovanni Leone îi conferă titlul de Cavaler al Republicii Italiene[necesită citare]

## Expoziții
- 1963 - "Leningrad"
- 1964 - "Portrete de animale"
- 1975 - "Lumea fantastică a insectelor"
- 1980 - "Toma Caragiu, un mare actor român"
- 1982 - "Lumea lui Walt Disney"

## Albume
- Eroii fabulelor (Ed. Arta Grafică, București, 1964)
- Cluj (Ed. Meridiane, București, 1965) - cu text de Tiberiu Moraru
- Fiica Dunării și a mării (Ed. Tineretului, București, 1966) - cu text de Ion Brad
- Lumea animalelor (Ed. Meridiane, București, 1968)
- Elada (Ed. Meridiane, București, 1968) - cu o prefață de acad. Al. Rosetti
- Goga la Ciucea (Ed. Meridiane, București, 1969)
- Romania antiqva (Ed. Meridiane, București, 1969) - cu text de Hadrian Daicoviciu
- Istanbul (Ed. Meridiane, București, 1970)
- Leningrad (Ed. Meridiane, București, 1970)
- Roma (Ed. Meridiane, București, 1970)
- Paris (Ed. Meridiane, București, 1970)
- Columna (Ed. Arta Grafică, București, 1971)
- Iașii marilor iubiri (Ed. Meridiane, București, 1971) - cu o prefață de Constantin Ciopraga
- Persepolis (Ed. Meridiane, București, 1971)
- Sibiu (Ed. Dacia, Cluj, 1972)
- Brâncuși la Târgu Jiu (Ed. pentru Turism, București, 1973; ed. a II-a, Ed. Gramar, București, 2005)
- Pekin (Ed. Meridiane, București, 1973)
- Egiptul Faraonilor (Ed. Meridiane, București, 1974)
- Africa (Ed. pentru Turism, București, 1974) - cu un cuvânt înainte de George Macovescu
- München (Ed. pentru Turism, București, 1975)
- Castelele Rinului (Ed. Meridiane, București, 1976) - cu text de Radu Florescu
- Statele Unite ale Americii (Ed. Meridiane, București, 1976) - cu cuvânt înainte de Gerald Ford și text de Mircea Malița
- Dulce Bucovină (Ed. Sport-Turism, București, 1976) - cu text de Radu Florescu
- Dragomirna (Ed. Meridiane, București, 1976) - cu text de Radu Florescu
- Putna (Ed. Sport-Turism, București, 1977) - cu text de Octav Monoranu
- Sucevița (Ed. Sport-Turism, București, 1977) - cu text de Corina Nicolescu
- Cristalele României (Ed. Sport-Turism, București, 1977) - cu text de Marcian Bleahu
- Circul animalelor (Ed. Sport-Turism, București, 1978)
- Dobrogea (Ed. pentru Turism, București, 1978)
- Arbore (Ed. Sport-Turism, București, 1978) - cu text de Corina Nicolescu
- Voroneț (Ed. Sport-Turism, București, 1978) - cu text de Ana Maria Musicescu
- Probota (Ed. Meridiane, București, 1978) - cu text de Radu Florescu
- Tezaure Transilvane la Kunsthistorisches Museum din Viena (Ed. Meridiane, București, 1978) - cu text de Radu Florescu
- Sibiel (Ed. Revista Transilvania, Sibiu, 1980)
- România, pămînturi eterne (Ed. Transilvania, Sibiu, 1980) - cu text de Radu Florescu
- Strămoșii românilor. Vestigii milenare de cultură și artă. Preistoria Daciei (Ed. Meridiane, București, 1980) - cu text de Radu Florescu
- Strămoșii românilor. Vestigii milenare de cultură și artă. Geto-dacii (Ed. Meridiane, București, 1980) - cu text de Radu Florescu
- Strămoșii românilor. Vestigii milenare de cultură și artă. Daco-romanii (2 vol., Ed. Meridiane, București, 1980) - cu text de Radu Florescu
- Strămoșii românilor. Vestigii milenare de cultură și artă. Decebal și Traian (Ed. Meridiane, București, 1980) - cu text de Radu Florescu
- Rășinari (Ed. Revista Transilvania, Sibiu, 1983)
- Delta Dunării (Ed. Sport-Turism, București, 1983) - cu un cuvânt înainte de Paul Anghel
- Hurezi (Ed. Meridiane, București, 1984) - cu text de Radu Florescu
- Alba Iulia (Ed. Sport-Turism, București, 1985)
- Histria (Ed. Sport-Turism, București, 1989) - cu text de Radu Florescu
- Romul Ladea (Ed. Dacia, Cluj-Napoca, 1998)

## Legături externe
- Interviu cu fotograful Ion Miclea, în emisiunea Mozaic cultural de la TVR, 1980, realizator Tudor Vornicu.